# Унікум
Унікум (угор. Unicum) — угорський бітер (гіркий лікер, настояний на травах). Вважається одним із національних напоїв Угорщини. Вживається переважно як аперитив або як дигестив.
Виробляється сімейною компанією Zwack на основі більш ніж 40 трав. У ході виробництва витримується у дубових бочках. Точна формула напою суворо засекречена; сомельє Антал Ковач розповідає, що виробники навмисне закуповують більше видів лікарських трав, ніж входить у рецепт, щоб не дати конкурентам можливості його встановити. В ароматі напою переважають лікарсько-трав'яні ноти, помітні полин, кеш'ю і мармелад. Консистенція густа. Міцність — 40 градусів.
Бальзам був створений у 1790 році придворним імператорським лікарем Йозефом Цваком для імператора Йосифа II і вже понад 200 років виробляється сім'єю Цвак, яка передає секрет виготовлення «Унікума» з покоління в покоління. За переказами, скуштувавши бальзам, Йосиф II вигукнув "Das ist ein Unikum!", що і дало назву напою.
Після приходу до влади в Угорщині комуністів сім'я Цвак емігрувала з країни, не видавши владі формули «Унікума», внаслідок чого в соціалістичний період в Угорській Народній Республіці вироблявся схожий напій під назвою «Унікум», але за іншою рецептурою. Справжній «Унікум» вироблявся сім'єю Цвак в Італії. Після нової зміни ладу Петер Цвак повернувся в Угорщину і відновив виробництво «Унікуму» за оригінальною рецептурою.
Напій виробляється у трьох варіантах, що незначно відрізняються один від одного — Unicum, Unicum Next і Unicum Szilva. У вигляді спеціального випуску до 2000 року як разову акцію було випущено ще один варіант напою — Millenicum. Різновид «Унікума» під назвою «Унікум Сілва» (Unicum Szilva) вийшов на ринки у 2012 році й завоював, як і оригінальний «Унікум», золоту медаль на виставці World Spirit Awards 2013 у Клагенфурті. Усі варіанти напою розливаються в кулясті пляшки особливої форми.
Проти виробників «Унікуму» конкурентами висувається низка звинувачень у плагіаті. Зокрема, стверджується, що куляста пляшка придумана в компанії Martini & Rossi, а рецептуру запозичили в трав'яного лікеру «Єгермайстер». Однак виробники відкидають ці звинувачення, заявляючи, що рецепт «Унікума» залишається незмінним вже 200 років, відколи він виписувався як шлунковий засіб. Ще одним каменем спотикання між виробниками «Єгермайстера» та «Унікума» став експортний варіант угорського лікеру, який постачався до Італії. У цьому варіанті на пляшках зображалася емблема, що нагадувала традиційне лого «Єгермайстера» — оленяча голова з хрестом між рогами, над якою розташовувався напис HUBERTUS. Кілька італійських судових інстанцій послідовно ухвалювали рішення, згідно з яким таке поєднання зображення і тексту не може вважатися плагіатом.